# Zwettl (Fluss)
Die Zwettl, auch Zwettlfluss, ist ein linker Nebenfluss des Kamp im niederösterreichischen Waldviertel.
Die Zwettl entspringt zwischen Karlstift und Langschlag im Bereich der großen europäischen Wasserscheide unweit der Kampquelle. Genauer: im Reichenauerwald am Südhang des Binderberges (1015 m). Auf ihrem weiteren Weg fließt sie über Langschlag, Groß Gerungs, Wurmbrand, Jagenbach und Schloss Rosenau Richtung Osten. Die Zwettl mündet in der gleichnamigen Stadt Zwettl in den Kamp. Sie nimmt auf ihrem Lauf 78 Quellbäche auf. Gefälle: 7,3 m pro Kilometer.
Im letzten Abschnitt vor der Mündung in den Kamp fließt die Zwettl durch ein markant eingeschnittenes Gelände, das als Zwettltal bezeichnet wird.
Die schriftliche Ersterwähnung fand im Jahr 1138 („fluvium … Zwetel“) statt. Der Name leitet sich vom slawischen Wort *světly „hell, licht“ ab.
Die Landschaft im Verlauf des Flusses Zwettl ist auf Grund ihres Reichtums an schützenswerten Arten und Lebensräumen zum Großteil als Natura-2000-Gebiet (Fauna-Flora-Habitat-Gebiet „Waldviertler Teich-, Heide- und Moorlandschaft“ und von der Quelle bis etwas über die Hälfte der Flusslänge als Teil des Vogelschutzgebietes „Waldviertel“) ausgewiesen. Die Zwettl ist in großen Streckenabschnitten in ihrem alten Flussbett erhalten geblieben und wird von Wäldern (Buche, Fichte, Lärche, Birke) umgeben.
Als Naherholungsgebiet ausgewiesen ist zum Beispiel das Waldgebiet um die Klauskapelle, die zur Kraftarena von Groß Gerungs gehört. In Gehdistanz zu Jagenbach befindet sich eine Felsformation, die im Volksmund „Teufelsstein“ genannt wird. Häufig kann man Schalensteine sehen.
Unter anderem leben folgende geschützte Tiere (entsprechend Rote Listen, Stand 1994, Österreichisches Umweltbundesamt) im Nahgebiet der Zwettl: Säugetiere: Fischotter (Lutra lutra), Dachs (Meles meles), Iltis (Mustela putorius), Feldhase (Lepus europaeus); Vögel: Habicht (Accipiter gentilis), Raufußkauz (Aegolius funereus), Eisvogel (Alcedo atthis), Graureiher (Ardea cinerea), Haselhuhn (Bonasa bonasia), Uhu (Bubo bubo), Sperlingskauz (Glaucidium passerinum), Neuntöter (Lanius collurio), Schwarzstorch (Ciconia nigra).
Das Hochwasser im August 2002 verursachte entlang des Kamps wie auch der Zwettl erheblichen Schaden. Die Pegelstände des Kamps bei der Messstelle unter der Eisenbahnbrücke in Zwettl betrugen bis zu 581 cm (Jahres-Mittelwert etwa 170 cm). Die Durchflussmenge betrug damals etwa das 76-fache des normalen Mittelwerts (6 m³/s).